# Arilje (općina)
Općina Arilje (srpski: Општина Ариље) je općina u Zlatiborski okrugu u Srbiji. Središte općine je grad Arilje.

## Stanovništvo
Prema popisu stanovništva iz 2002. godine općina je imala 19.784 stanovnika,

## Administrativna podjela
Općina Boljevac podjeljena je na jedan grad i 21 naselje.

### Gradovi
- Arilje

### Naselja
- Bjeluša,
- Bogojevići,
- Brekovo,
- Vigošte,
- Virovo,
- Visoka,
- Vrane,
- Grdovići,
- Grivska,
- Dobrače,
- Dragojevac,
- Kruščica,
- Latvica,
- Mirosaljci,
- Pogled,
- Radobuđa,
- Radoševo,
- Severovo,
- Stupčevići,
- Trešnjevica,
- Cerova

## Vanjske poveznice
- Službena stranica općine  Arhivirana inačica izvorne stranice od 14. listopada 2008. (Wayback Machine)